# UNI 10802
La UNI 10802 è una normativa tecnica italiana riguardante il campionamento di rifiuti al fine della loro caratterizzazione e classificazione, e la preparazione degli eventuali test di cessione (o, eluati) dal campione precedentemente prelevato.

## Campo di applicazione
La norma si applica a tutti quei rifiuti che si trovano allo stato:
- liquido (anche polifasico),
- liquefattibile per riscaldamento,
- pastoso,
- solido (polverulento e non, granulare, grossolano e monolitico),
- fanghi liquidi/solidi.